# Николаев, Иван Сергеевич (жандарм)
Иван Сергеевич Николаев (1864 — ?) — деятель российских спецслужб, полковник Отдельного корпуса жандармов (1907). Начальник Контрразведывательного отделения Морского Генерального штаба (1916—1917).

## Биография
В службу вступил в 1882 году после окончания Орловско-Бахтина кадетского корпуса. В 1884 году после окончания 3-го военного Александровского училища по 1-му разряду, произведён в подпоручики и выпущен в 6-й стрелковый батальон. В 1888 году произведён в поручики, в 1891 году в штабс-капитаны.
В 1893 году был переведен в Отдельный корпус жандармов с производством в ротмистры с назначением  адъютантом Кубанского областного жандармского управления. С 1895 года  помощник начальника Полтавского ГЖУ. С 1898 года помощник начальника Таврического ГЖУ. В 1902 году произведён в подполковники. С 1903 года помощник начальника Томского ГЖУ, с 1904 года Владимирского ГЖУ, с 1906 года Финляндского жандармского управления и Санкт-Петербургского губернского жандармского управления.
В 1907 году произведён в полковники с назначением начальником Пензенского губернского жандармского управления. С 1910 года прикомандирован к Санкт-Петербургскому губернскому жандармскому управлению и Санкт-Петербургскому Отделению по охранению общественной безопасности и порядка.
С 1913 года начальник Свеаборгской крепостной жандармской команды.
С 1916 года начальник контрразведывательного отделения Морского Генерального штаба.